# Sindrome di Simpson-Golabi-Behmel
La sindrome di Simpson Golabi Behemel (SGBS) è una rara sindrome neonatale caratterizzata da macrocefalia, labbra ispessite, bocca larga, macroglossia, voce rauca, palato alto e arcuato, malposizionamento dei denti, mascella prominente, collo corto ed epatosplenomegalia.

## Forme cliniche
- Forma classica (tipo I) associata a mutazione del gene GPC3;
- Forma latale (tipo II) associata a mutazioni sul cromosoma X ed a idrope fetale.

## Trattamento
Essendo un'anomalia genetica, la sindrome di Simpson-Golabi-Behmel non ha cure. 